# Bacino dell'Hampshire

Mappa geologica della regione sudorientale dell'Inghilterra e del canale della Manica, con il bacino dell'Hampshire nel suo contesto regionale.

Il bacino dell'Hampshire è un bacino strutturale risalente al Paleogene, sottostante a parte dell'Hampshire, all'Isola di Wight, al Dorset e al Sussex. Come il bacino di Londra a nordest, è riempito di sabbie e argille del Paleocene e di periodi più recenti ed è circondato da un bordo discontinuo del gruppo calcareo delle colline del Cretacico.
Il bacino si è formato come risultato di una compressione tettonica correlata all'orogenesi alpina durante il Paleogene, attiva tra 40 e 60 milioni di anni fa.

## Estensione
Con la terminologia di "bacino dell'Hampshire" ci si riferisce alla sezione terrestre del bacino sottostante alla porzione settentrionale del canale della Manica e alla maggior parte dell'Inghilterra meridionale, e il cui nome più completo è "bacino dell'Hampshire-Dieppe".
Si estende per poco più di 160 km dall'area di Dorchester a ovest, fino a Beachy Head a est. Il suo margine meridionale è marcato da un monoclinale, il monoclinale di Purbeck, dando luogo a un crinale calcareo quasi verticale che forma le Purbeck Hills di Dorset, estendendosi sotto il mare dalle Old Harry Rocks fino ai faraglioni conosciuti come "The Needles" e la dorsale centrale dell'isola di Wight, continuando poi sotto il canale della Manica come monoclinale di Wight-Bray. Il confine settentrionale è dato dalle colline South Downs, dalla Salisbury Plain e Cranborne Chase.
Nella sua zona più ampia il bacino è largo circa 30 miglia (48 km) da nord a sud tra Salisbury e Newport, nell'isola di Wight. L'area a ovest del fiume Avon nell'Hampshire è nota anche come bacino Poole.